# 卡列布蘭科斯區
卡列布蘭科斯區（西班牙語：Calle Blancos），是哥斯達黎加的一個區，位於該國中部聖何塞省，面積2.39平方公里，海拔高度1,185米，2011年人口18,186，人口密度每平方公里7,609.21人。